# Нельша
Нельша — река в Костромской области России, протекает по территории Нейского района. Устье реки находится в 83 км по левому берегу реки Неи. Длина реки составляет 114 км, площадь водосборного бассейна — 1980 км².

## Данные водного реестра
По данным государственного водного реестра России относится к Верхневолжскому бассейновому округу, водохозяйственный участок реки — Унжа от истока и до устья, речной подбассейн реки — Бассей притоков Волги ниже Рыбинского водохранилища до впадения Оки. Речной бассейн реки — (Верхняя) Волга до Куйбышевского водохранилища (без бассейна Оки).
Код объекта в государственном водном реестре — 08010300312110000016355.

### Притоки
(указано расстояние от устья)
- 27 км: река Тиха (лв)
- 31 км: река Кусь (лв)
- 39 км: река Большой Ингирь (Ингирь) (пр)
- 41 км: река Кильня (лв)
- 63 км: река Монза (лв)
- 86 км: река Пасьма (пр)
- 102 км: река Нелка (пр)
- 106 км: река Ухта (пр)

## Карты
- Лист карты O-38-XIV. Масштаб: 1 : 200 000. Состояние местности на 1982 год. Издание 1989 г.
- Лист карты O-38-XV. Масштаб: 1 : 200 000. Состояние местности на 1981 год. Издание 1989 г.